# يوخن أوربان
يوخن أوربان (بالألمانية: Jochen Urban)‏ هو مجدف ألماني، ولد في 23 سبتمبر 1983 في كريفلد في ألمانيا.

## وصلات خارجية
- يوخن أوربان على موقع الاتحاد الدولي للتجديف (الإنجليزية)
- يوخن أوربان على موقع اللجنة الأولمبية الدولية (الإنجليزية)
- يوخن أوربان على موقع أوليمبيديا (الإنجليزية)